# СУ-85-IV
СУ-85-IV — опытная советская самоходная противотанковая пушка. Разработана в конструкторском бюро Уральского завода транспортного машиностроения. Серийно не производилась.

## История создания
Весной 1943 года под руководством Л. И. Горлицкого в свердловском конструкторском бюро Уральского завода транспортного машиностроения была разработана новая противотанковая САУ на базе опытной самоходной гаубицы СУ-122М, получившая обозначение СУ-85-IV. К июлю 1943 года Уральским заводом транспортного машиностроения совместно с Заводом № 50 был изготовлен опытный образец СУ-85-IV. С 20 по 27 июля были проведены заводские испытания машины, однако из-за поломки спускового механизма орудия, испытания были провалены. После того как поломка была устранена, образец был отправлен на Гороховецкий артиллерийский полигон на государственные испытания одновременно с тремя другими опытными машинами (СУ-85-I, СУ-85-II и СУ-122-III). По результатам испытаний, к принятию на вооружение была рекомендована САУ СУ-85-II, по остальным машинам работы были прекращены.

## Описание конструкции

### Броневой корпус
Корпус и рубка СУ-85-I состояли из сварных броневых листов и обеспечивали противоснарядную защиту идентичную СУ-122М. Установка нового орудия потребовала значительной перекомпоновки боевого отделения. Подвижная и неподвижная броня орудия были увеличены.

### Вооружение
В качестве основного вооружения использовалась 85-мм нарезная пушка С-18, созданная на базе орудия С-31, разработанной под руководством В. Г. Грабина. Высота линии огня составляла 1620 мм, а боевая скорострельность — до 8 выстрелов в минуту. Уравновешивание производилось за счёт использования дополнительных грузов массой 210 кг.

### Средства наблюдения и связи
Для наводки орудия применялась орудийная панорама. Внешняя связь осуществлялась по радиостанции 9Р. Для внутренних переговоров между членами экипажа использовались танковые переговорные устройства ТПУ-3бисФ.

## Оценка машины
В результате изменения компоновки машины, был сокращён внутренний объём боевого отделения и уменьшен возимый боекомплект. Укладки с выстрелами размещались в неудобных, труднодоступных местах. Грузы уравновешивающего механизма существенно ограничивали перемещения экипажа в боевом отделении. Из-за неудобного расположения механизмов наведения, требовались большие усилия для вращения маховиков. Кроме того, в полевых условиях обслуживание противооткатных устройств было невозможно без снятия маски массой около 300 кг. Из-за увеличенной брони орудия, была снижена обзорность у механика-водителя с правой стороны.